# NGC 2083
NGC 2083 је емисиона маглина у сазвежђу Златна риба која се налази на NGC листи објеката дубоког неба.
Деклинација објекта је - 69° 44' 16" а ректасцензија 5h 39m 59,3s. Привидна величина (магнитуда) објекта NGC 2083 износи 11,8. NGC 2083 је још познат и под ознакама ESO 57-EN14.